# 晨曦行動
晨曦行動發生於2019年11月13日，示威者繼續發動「三罷」，號召民眾罷工、罷課、罷市，並繼續癱瘓交通系統。連串事件共造成至少2死58傷，其中在上水，一名70歲食環署外判男清潔工羅長清手持磚塊路經於發生衝突的現場，不但沒有遠離衝突現場，羅長清更混入正在互相掟磚的衝突人群中並使用手機拍攝，期間被一塊磚頭擊中頭部後死亡，而當時除了示威者外亦最少有14名包括柯明玉在內的「途人」互相掟磚，警方列謀殺案處理。

## 各區衝突

### 馬料水

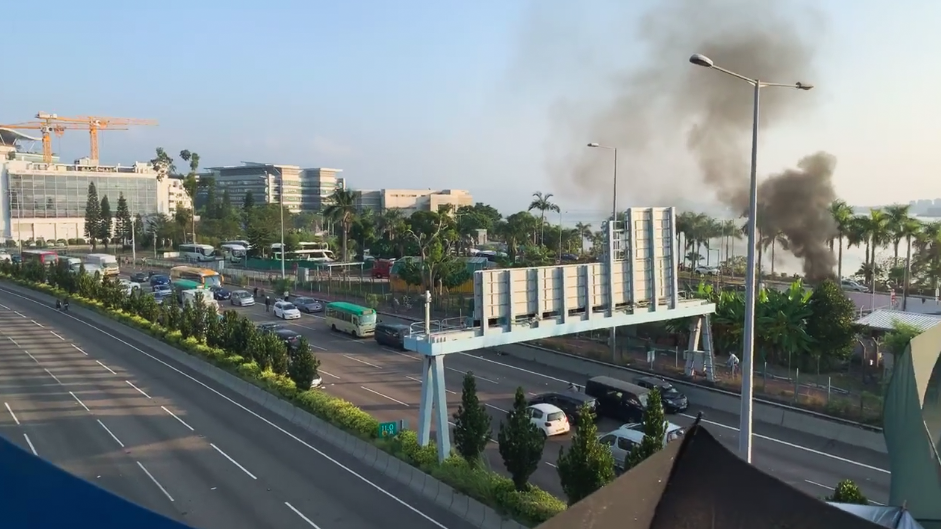
清晨7點多，經歷多輪衝突的中大二號橋仍有多人留守，吐露港公路來回行車線仍受阻，未能通車。有人在外面燒雜物

昨晚，中大曾爆發激烈警民衝突。大批示威者在本日仍然留守，惟氣氛平靜，不少人在休息及搬運物資；中大各出入口都設有路障。
由於前一晚中大一帶發生的嚴重警民衝突和堵路行動，吐露港公路近中大一段被投擲雜物和磚塊堵塞，大量車輛無法前行，司機甚至已在車上過了一晚，被困車龍10小時，到早上仍有大量汽車無法駛離，警方早上表示吐露港公路南北行全面封閉。
另外，香港科學園疑被示威者破壞，接近午夜一群約10人示威者到科學園大堂打破落地玻璃，及向內投擲汽油彈。

### 九龍塘

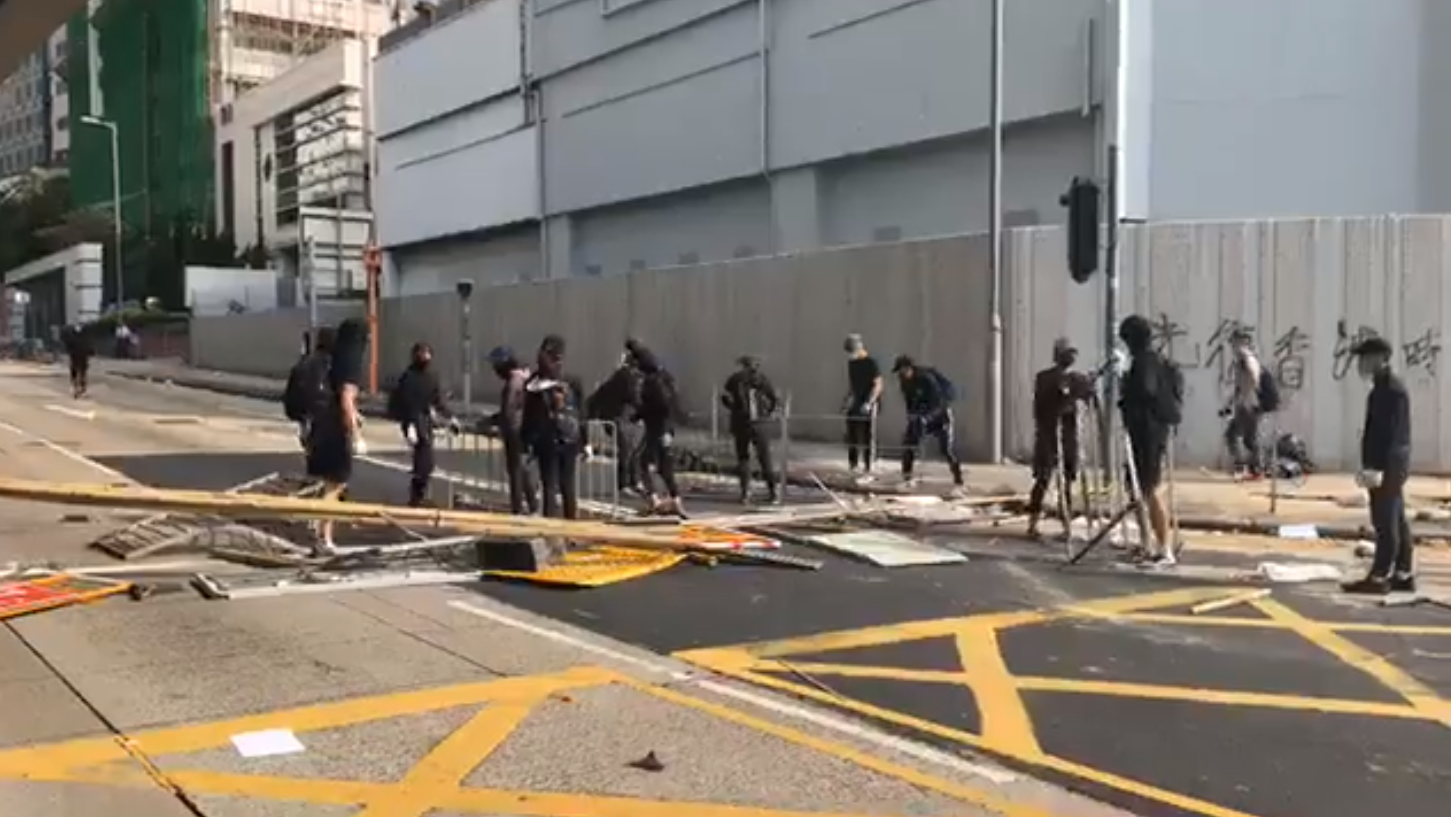
早上8時16分，示威者在九龍塘香港浸會大學對開的聯合道用磚塊和雜物堵塞馬路，車輛無法駛過

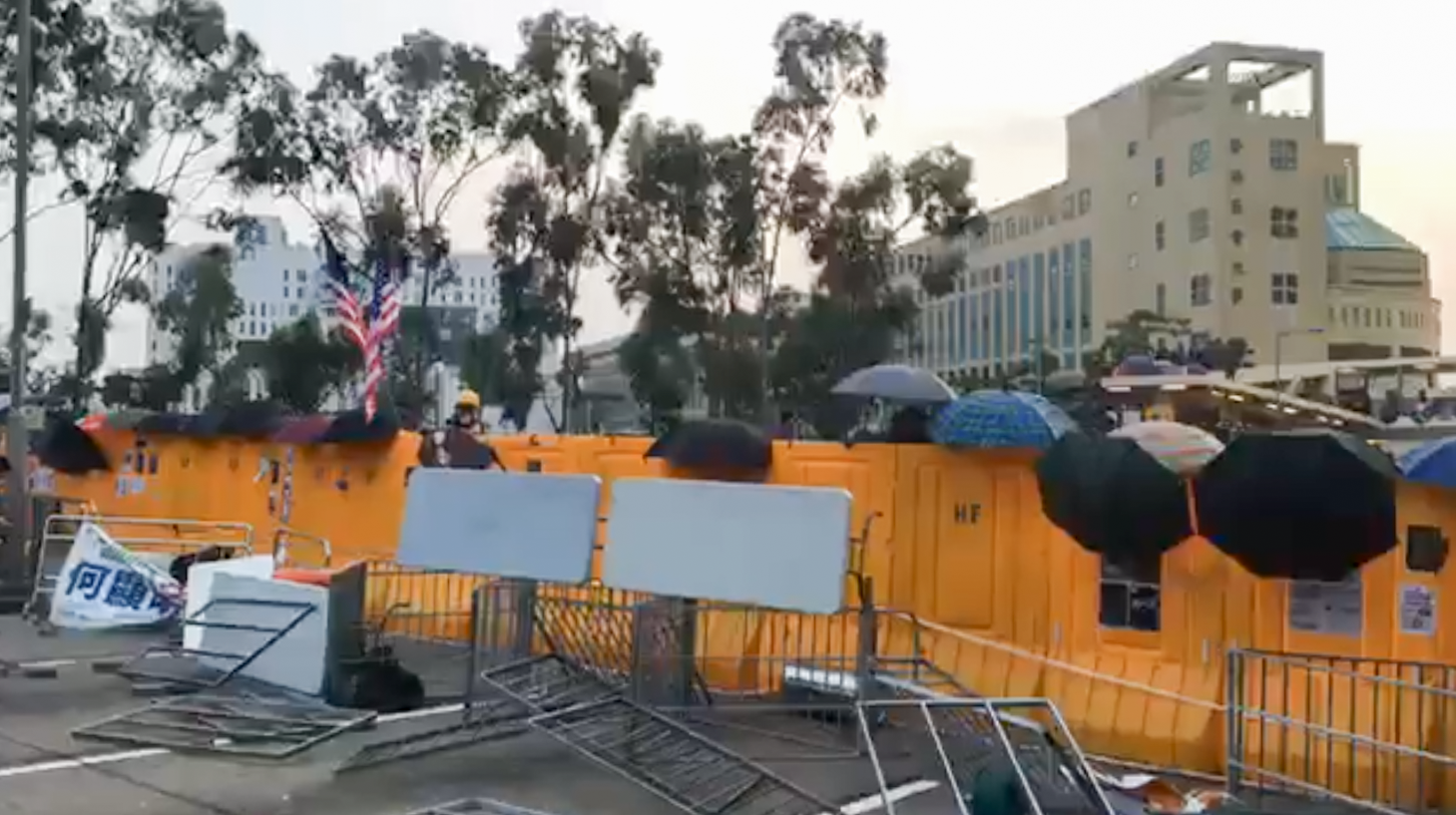
下午，示威者在聯合道設置路障

早上7時40分，示威者在九龍塘香港浸會大學對開的聯合道用磚塊堵塞馬路，車輛無法駛過。歌和老街與窩打老道交界亦有人堵路並縱火燒路障。約10時，一批防暴警員趕至，並拘捕2名示威者。警員離開後，示威者再築路障。
下午1時，示威者再度進入又一城，向商場內的聖誕樹投擲燃燒彈，聖誕樹再度起火。下午3時，窩打老道往獅子山隧道行車天橋來回4條行車線滿佈磚頭、鐵馬、竹枝等路障，車輛無法前行。
防暴警員傍晚5時一度到場，逗留約半小時後離開，直升機則多次在上空盤旋，聯合道解放軍軍營內曾有官兵視察外圍情況。浸會大學下午發電郵，呼籲校園內的人盡快離開。
入夜後，示威者仍然在聯合道加固路障。他們把磚塊擊碎，並放置在馬路上；又有人校園內的鐵馬、檯凳等雜物放在路上，示威者亦點火焚燒路障。
晚上10時後，數名示威者在駐港解放軍軍營外，與軍營內的官兵口角。官兵警告示威者遠離軍事禁區，更一度為手持的槍枝上膛，以及警告在場記者不要拍攝。示威者其後四散離開；而示威者於窩打老道快閃設路障期間亦有軍人持槍在軍營內觀察。

### 旺角

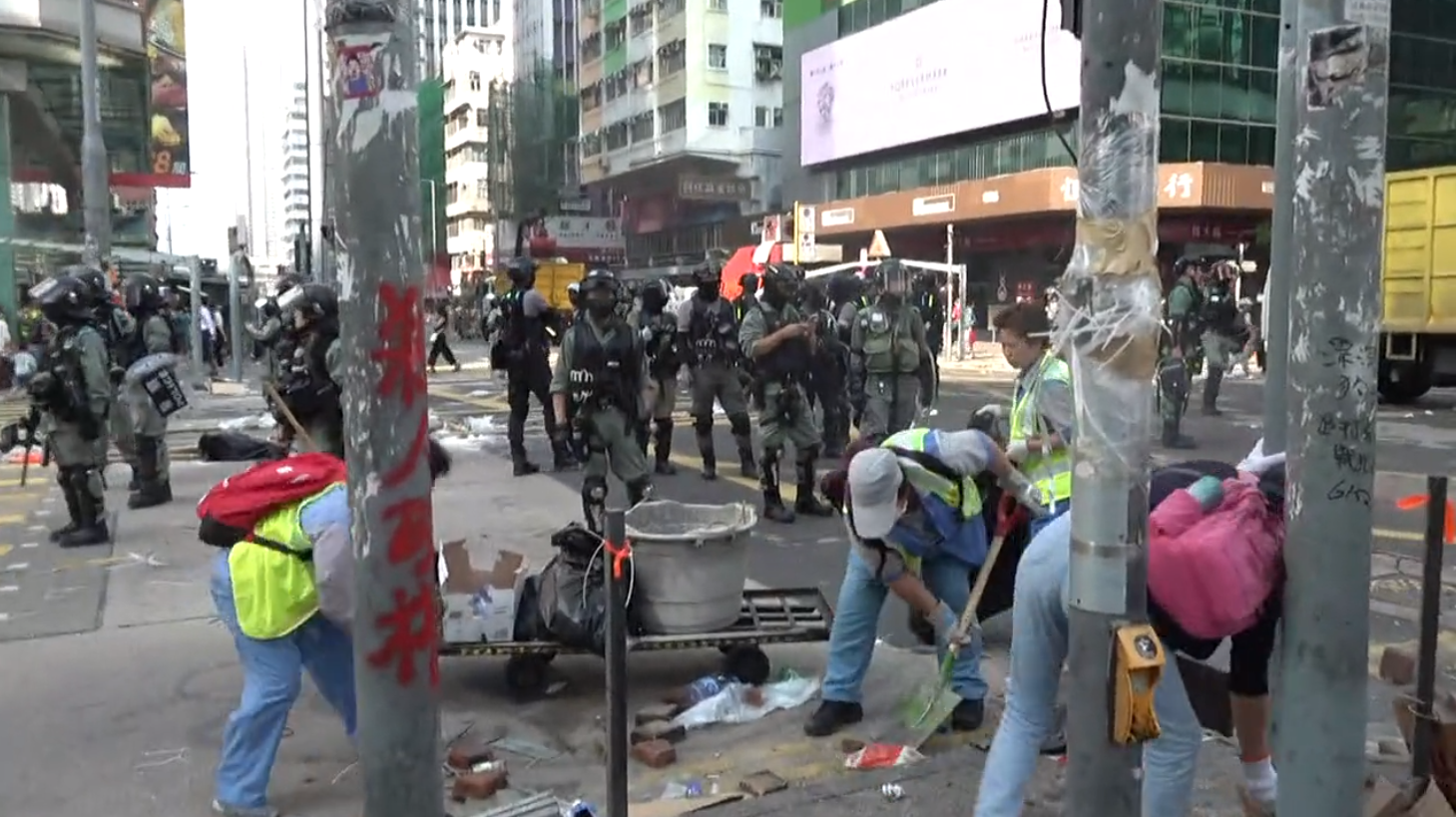
防暴警員持槍於彌敦道與亞皆老街交界戒備，清潔工人到場清理雜物

早上，旺角路面上仍留有大量前一晚設路障和衝突等造成的雜物。8時許，在彌敦道近銀行中心港鐵站有多名市民嘗試清走路障，其中一人將竹枝擲向示威者，另有一人搬走竹枝。多名穿黑衣的示威者追打搬走竹枝的男子，該名男子被示威者打至頭部流血，期間有途人勸阻示威者停止施襲。及後，傷者報警並逃入一幢大廈內。其後，亦有零星市民搬走路障。至大約9時半，一批防暴警員持槍於彌敦道與亞皆老街交界路口舉藍旗，呼籲市民離開及不要停留觀看。。
傍晚6時，示威者開始在旺角集結，防暴警舉黑旗，又施放催淚彈和胡椒球彈。示威者又破壞一間中國銀行分行和商務印書館分店。而警車持續在彌敦道與亞皆老街交界戒備。
晚上近9時，示威者在旺角彌敦道繼續堵路，有人投擲汽油彈。其後，警方的銳武裝甲車高速撞開路障，有警員在車上持長槍指向街外。最少一人被警方制服。有警員手持胡椒噴霧和警棍，把現場記者從彌敦道行人路，驅趕至西洋菜南街。
晚上近10時，在彌敦道與山東街交界，示威者再築路障，並用磚塊砌出「磚牆」。11時，示威者推進至旺角警署一帶，又投擲數枚汽油彈，警方則發射催淚彈還擊，示威者退至始創中心。

### 元朗

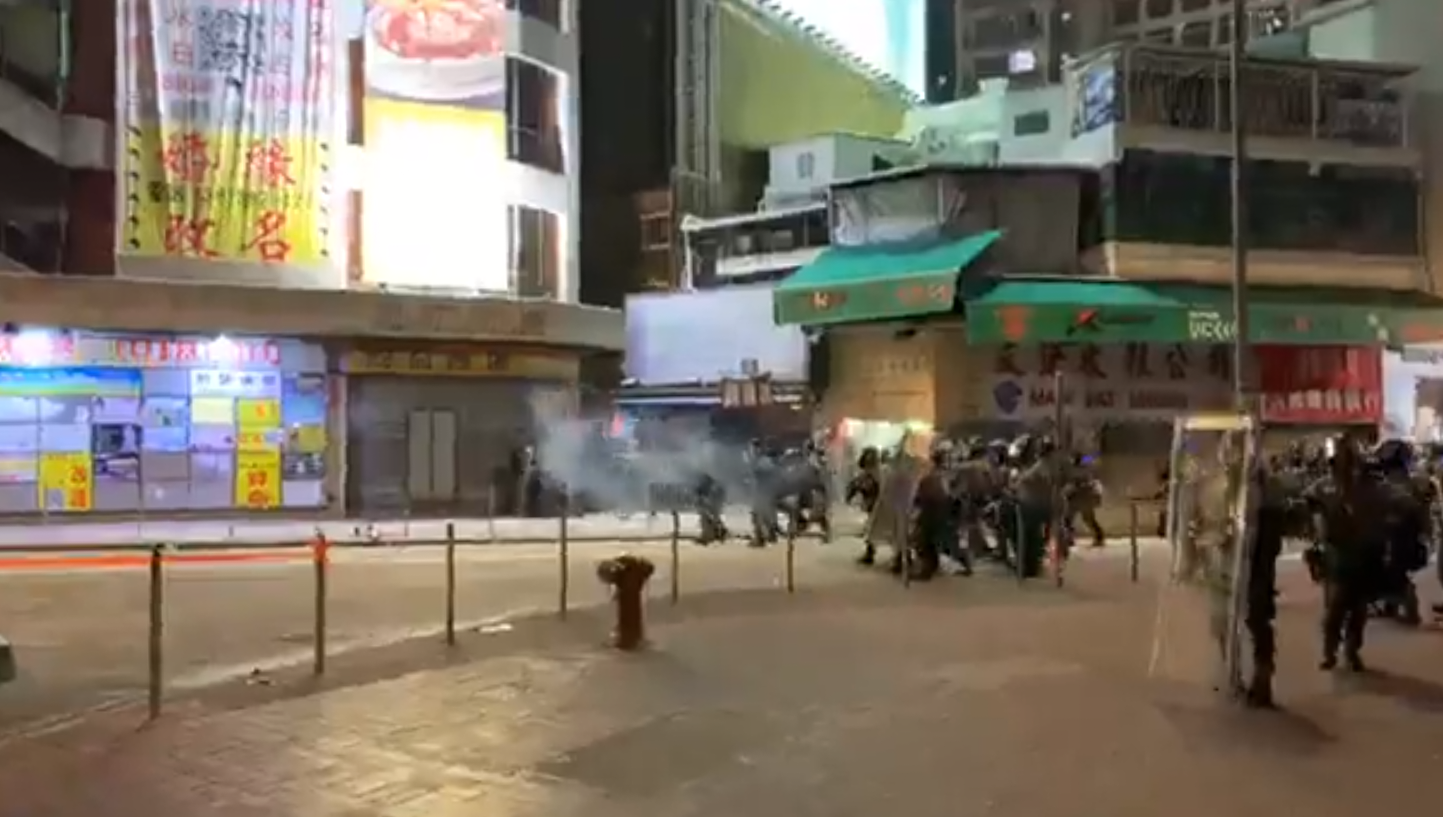
晚上10時後，防暴警察開始施放催淚彈，沿大棠路清場

元朗大馬路在早上一度因堵路受阻，馬路上遍佈磚塊。輕鐵路軌被填水泥破壞，也被鋪上碎石塊，設施亦遭焚燒。
由於輕鐵停駛，人群聚集於馬路中心的輕鐵路軌上。11時許，防暴警察沿大馬路推進及清場。中午過後大馬路重開，有防暴警察戒備，多間店舖已經關閉。
晚上約8時，示威者開始再於元朗大馬路和大棠路交界設路障，而大馬路一間優品360店面及商品被縱火。約10時，有示威者於元朗大馬路以路牌和水馬等堵路，又以懷疑機器破壞輕鐵路軌，現場冒出火花。
晚上10時後，防暴警察開始施放催淚彈，沿大馬路和大棠路清場。

### 中環

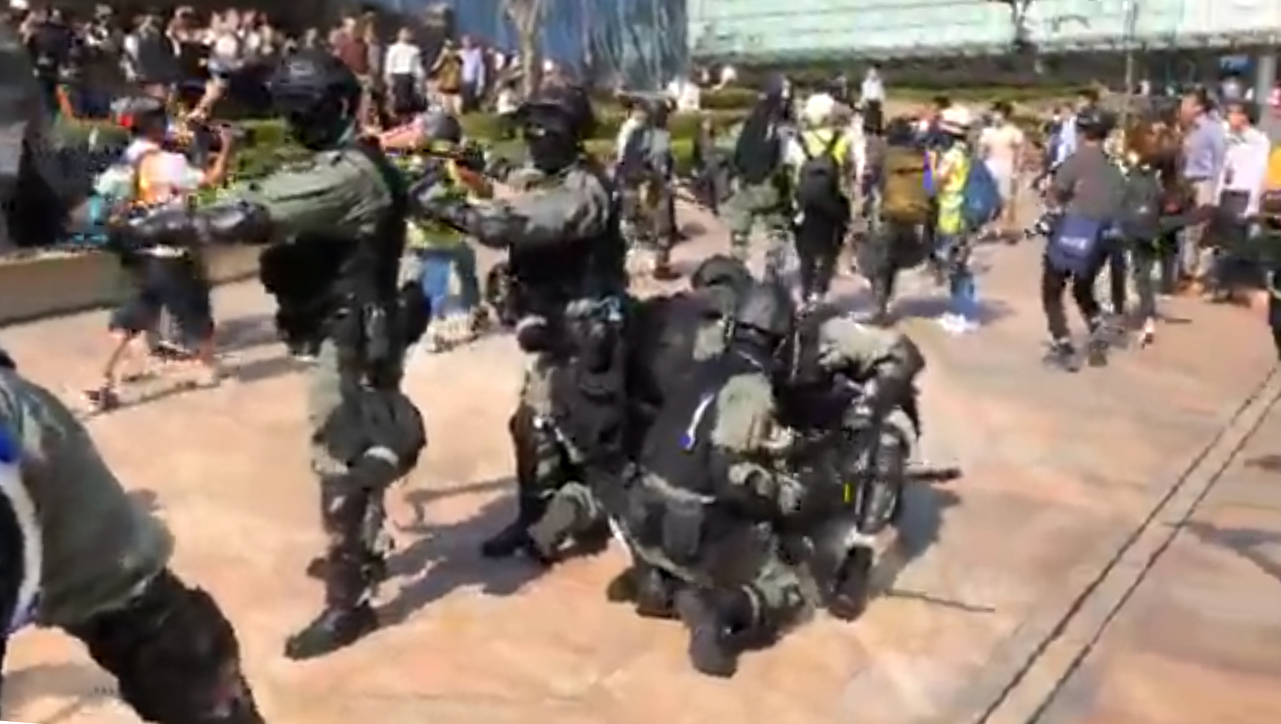
大批防暴警員到交易廣場平台增援，並引發衝突

中午時份，中環的市民繼續響應「和你Lunch」，快閃堵路，約有數百人聚集，部分人高叫「光復香港、時代革命」口號，大部分人戴上口罩，舉起手掌張開五隻手指，喻意「五大訴求，缺一不可」。他們大多為穿西裝的上班族，他們又走出干諾道中，又以磚塊堵塞路面，遮打道亦有設路障，交通受阻。
中午過後，示威者在德輔道中近環球大廈的十字路口路面鋪上磚塊堵路，多家營業中的商店已關門。有部分中環聚集人士沿馬路走上交易廣場，對香港交易所叫口號，以響應網民號召「包圍港交所」的行動；其後有大批防暴警突然到交易廣場平台制服多人，並引發衝突。其中一人被警員制服後傷勢嚴重，血流滿面。
下午2時許，防暴警察突於德輔道中清場，期間跑入德忌利士巷追捕兩名女學生，該兩名穿著校服的女學生於附近學校就讀中五，事發時僅路過現場歸家，警員仍指向二人及於巷內被警員搜身及書包，當時有女警在場。二人又引述警員向她表示已攝錄二人的樣貌，並記下她們的身分證號碼，稱日後可以非法集結罪控告二人，她們對突然被追捕感到「無言」，其後二人獲放行；示威者則繼續在德輔道中設路障，亦將磚頭和竹枝綁在一起。
晚上7時，警方衝鋒車、裝甲車等到場，撞開路障，又施放胡椒球彈，並衝上蘭桂坊追捕，後將近40人押到中環戲院里附近，以及把被捕人士帶上旅遊巴離開，當中包括外籍人士。晚上10時許，警方出動吊臂車在現場清走路障，有交通警用掃帚掃街。

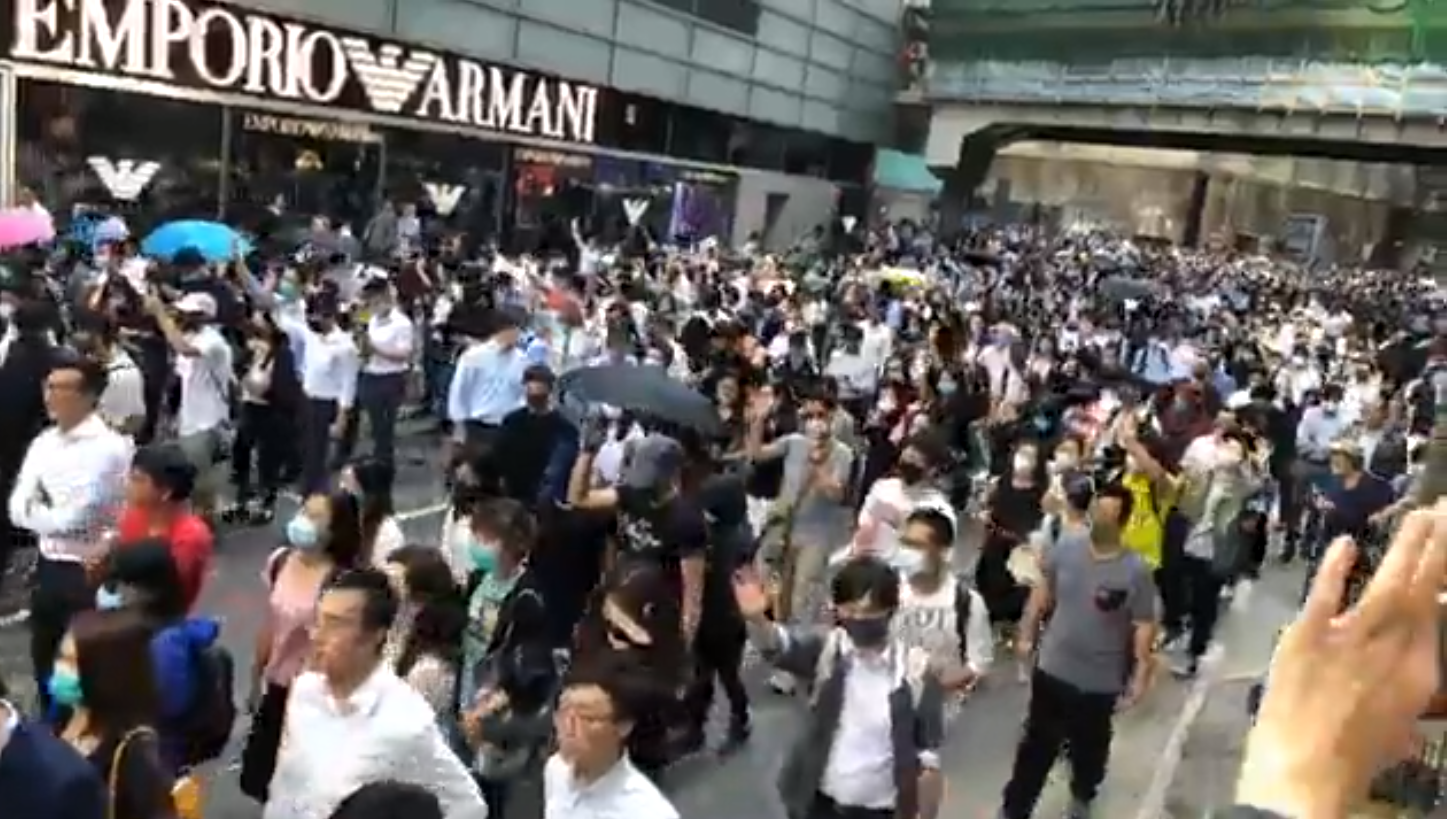
中午時份，中環的市民響應「和你Lunch」，快閃堵路
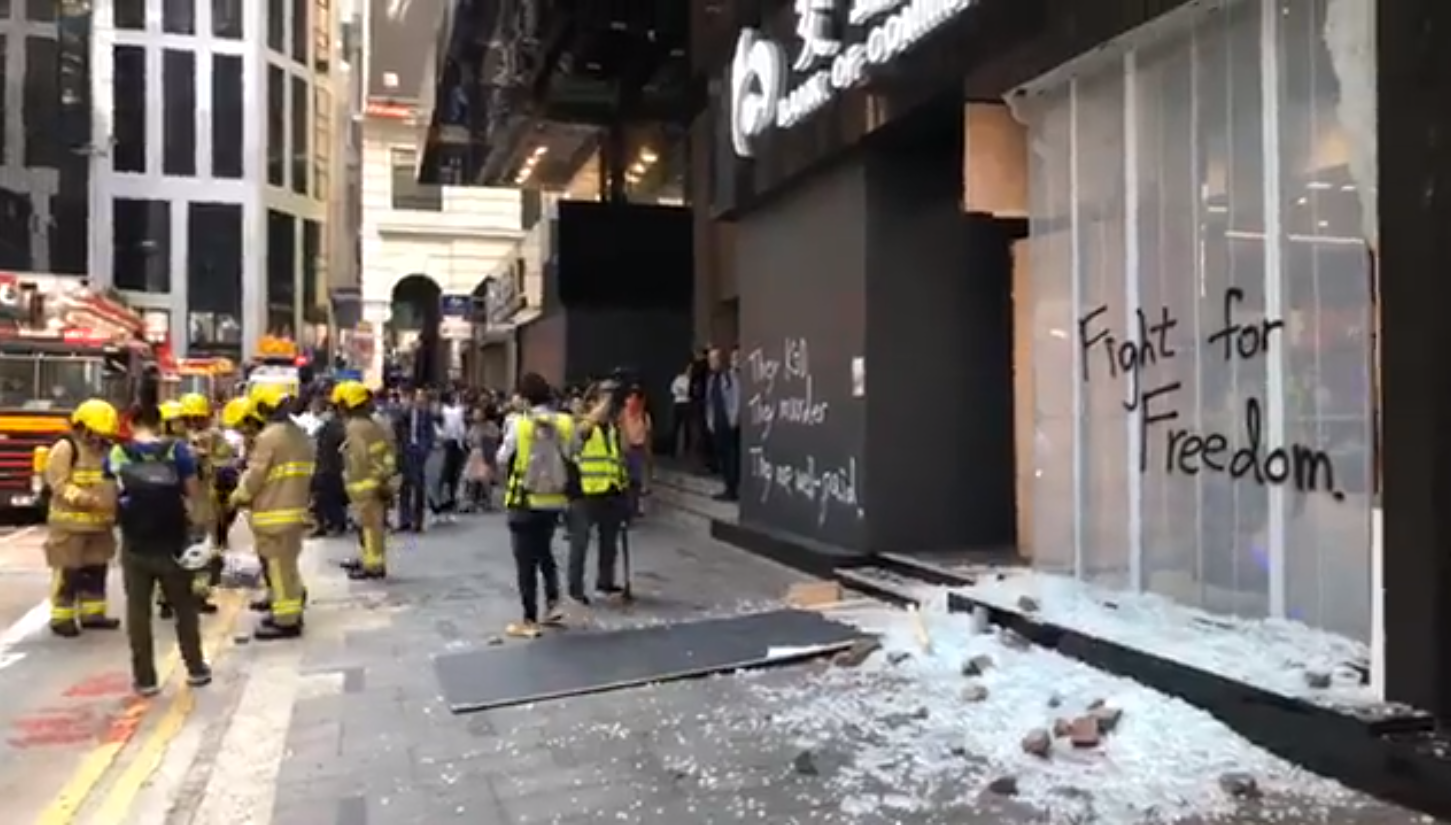
交通銀行被人破壞
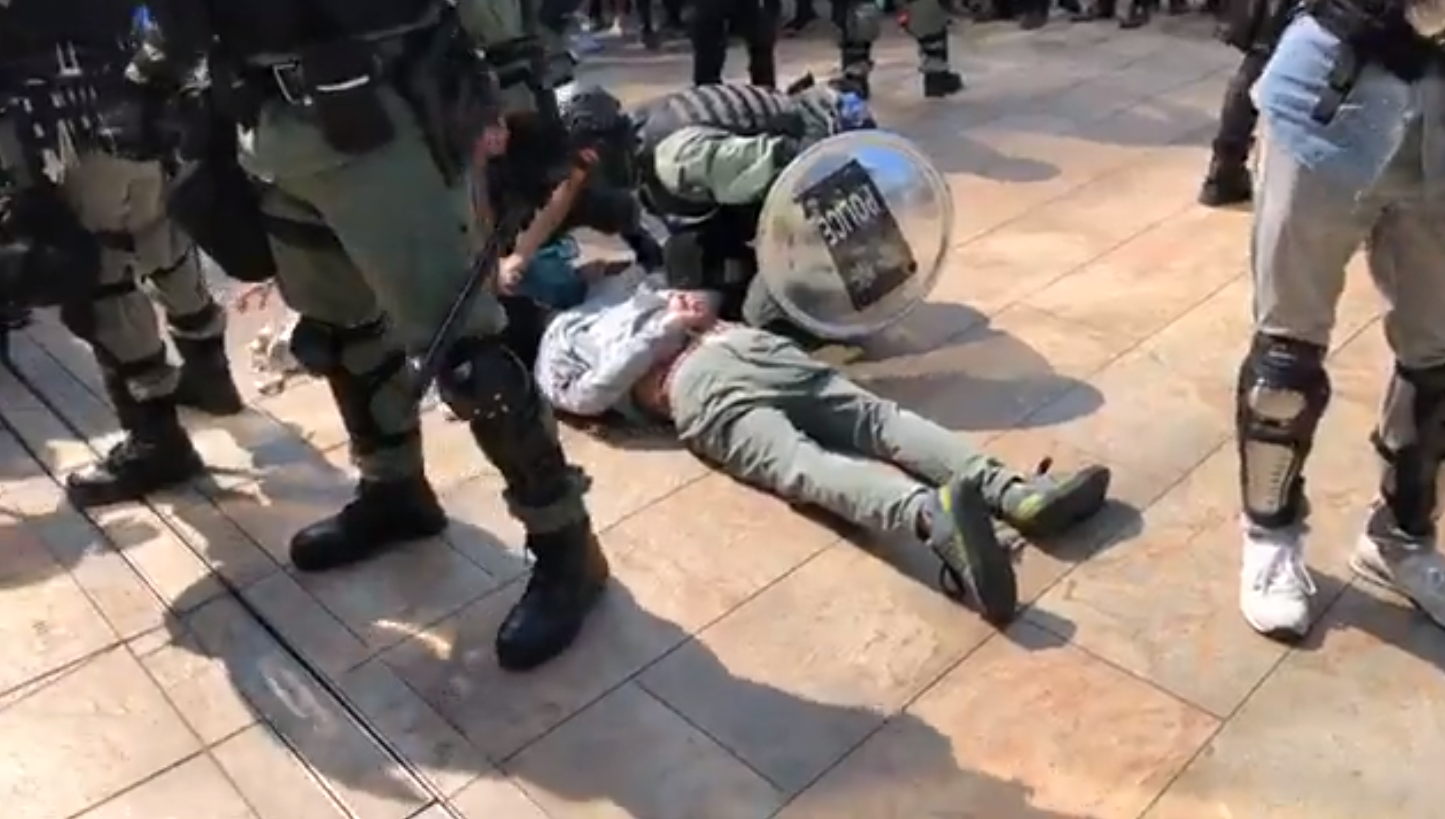
其中一人被警員制服後傷勢嚴重
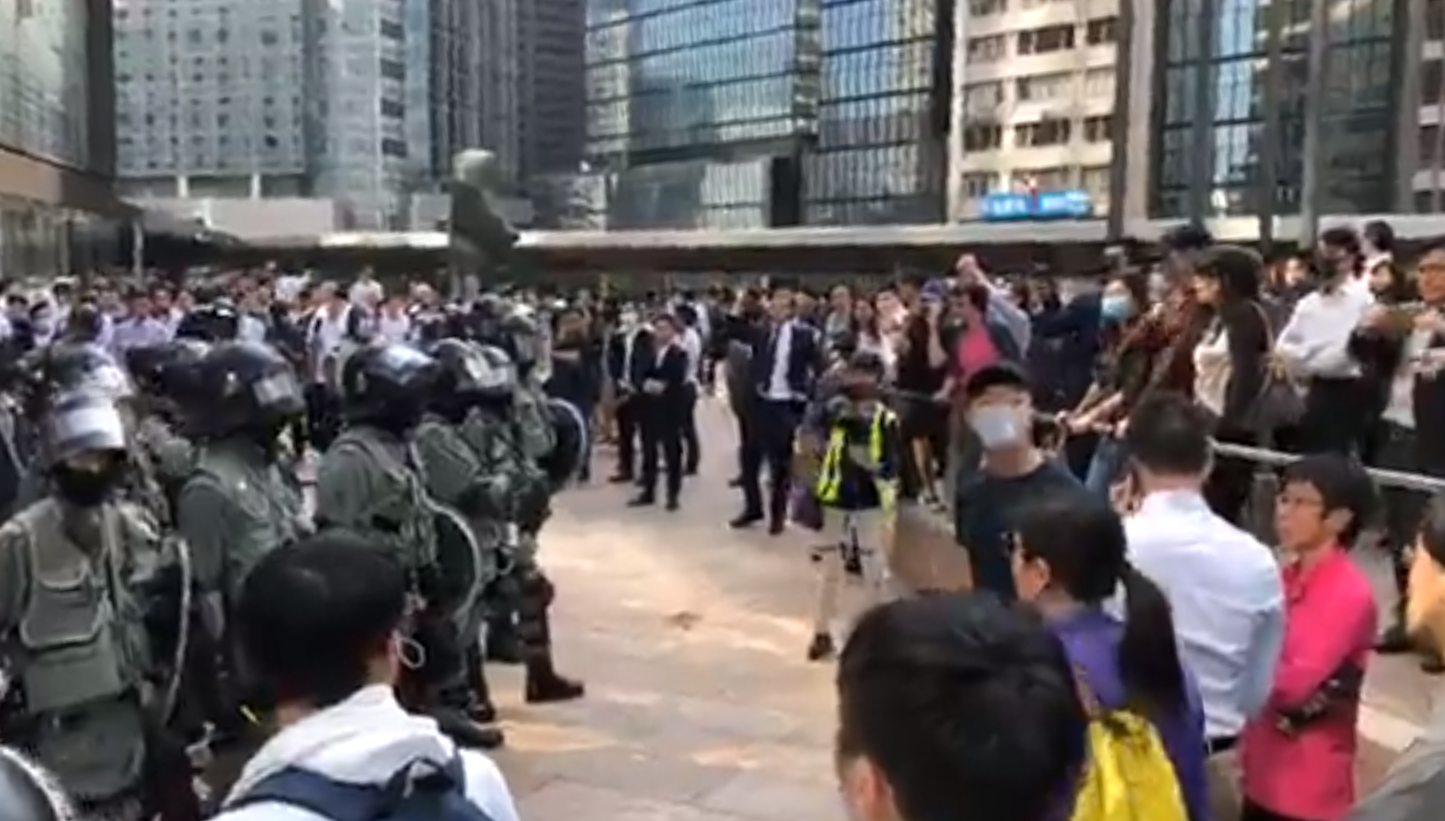
市民對防暴警員的追捕行動感到強烈不滿
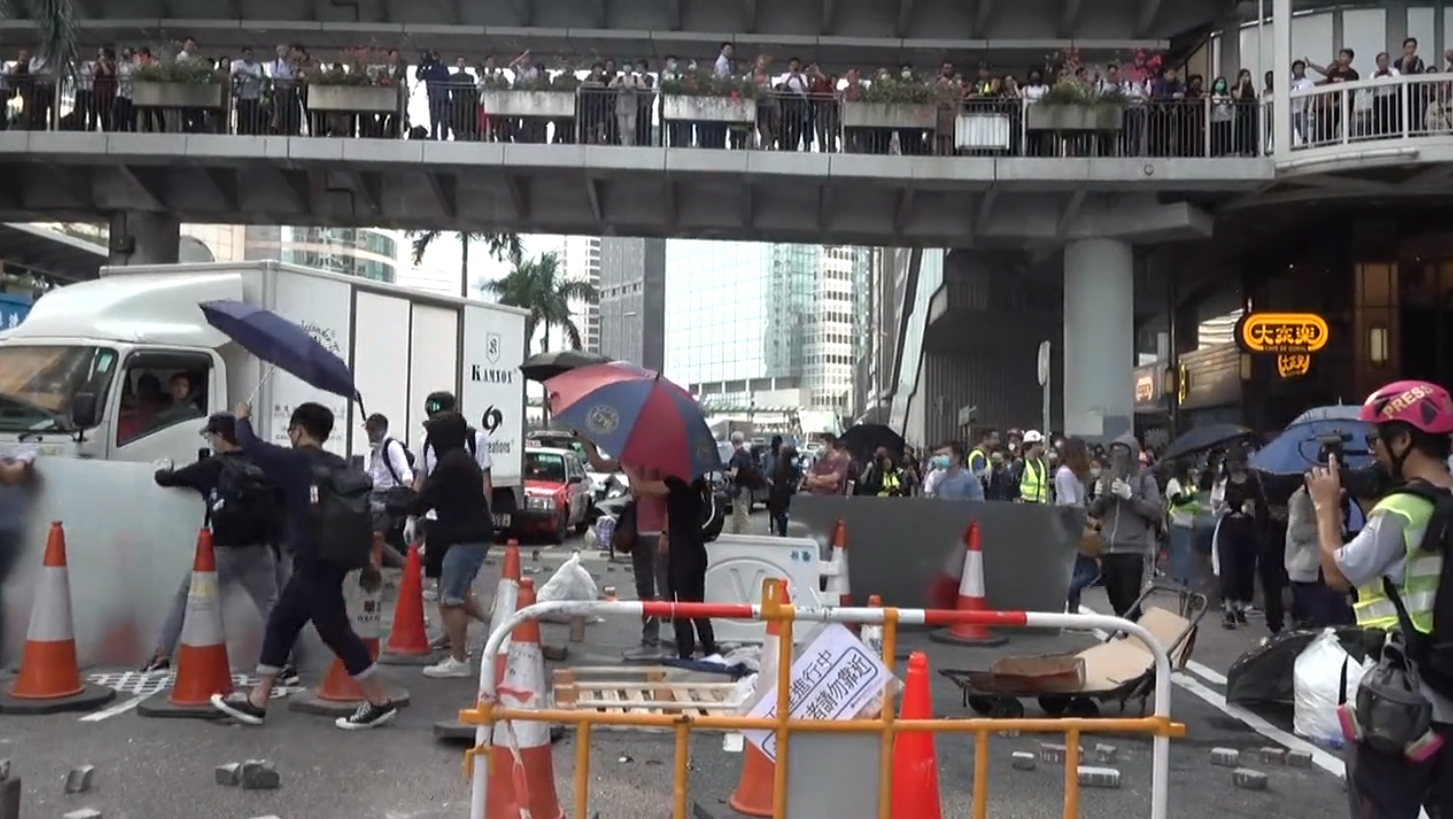
下午，有人在干諾道中快閃堵路

### 紅磡

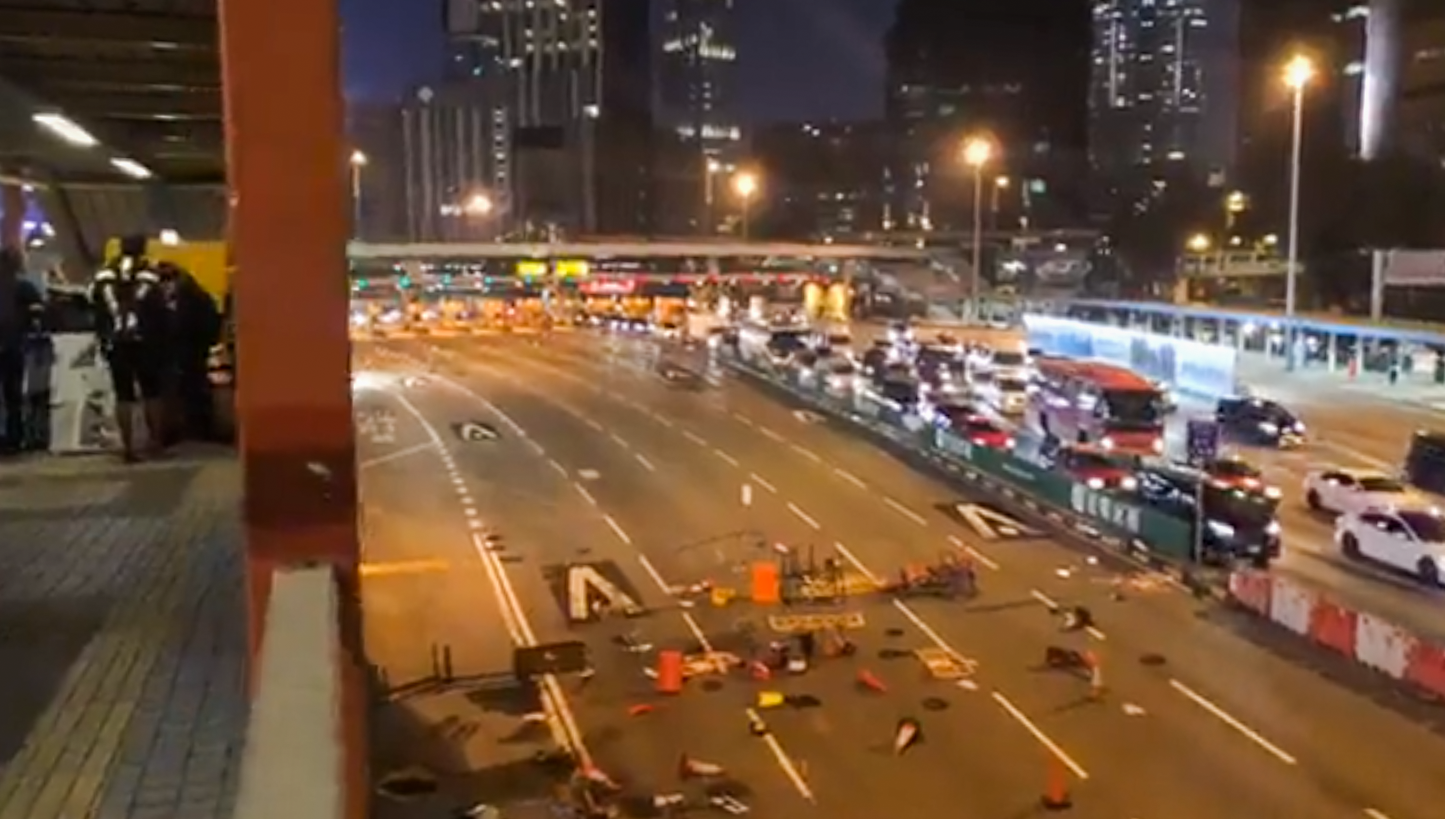
下午5時過後，示威者開始從行人天橋上向紅隧入口拋擲雜物，車輛無法通過紅隧入口

中午，在紅磡香港理工大學V座天橋上，有超過20名示威者將椅子、回收箱等雜物堵塞在天橋中間，並且將雜物投下至通往紅隧的漆咸道南，交通受阻。
下午5時過後，示威者開始從行人天橋上向紅隧入口拋擲雜物，包括盆栽、雪糕筒等，阻塞交通，往紅隧入口方向僅剩一條行車線可通過。不消數分鐘，紅隧兩個方向全部行車線便滿佈雜物，車輛無法通過紛紛調頭。
晚上8時後，有示威者於紅隧收費亭縱火，職員以滅火筒救熄火種，消防員及後到場，但該處3、4號收費亭已經損毁。

### 上水
在中午約12時，在北區大會堂對開的龍運街。一批黑衣示威者與在場市民因清理路障的問題發生衝突，任職食環署外判清潔工的70歲男子羅長清混入衝突人群中並手持手機拍攝，因而在混亂中被磚塊擊中其頭部，即時倒地，頭部嚴重受創。羅長清倒地後，雙方繼續發生衝突，該批示威者之後離開，其他人士將羅長清抬到一邊等候救援。他之後送往北區醫院，再轉送至威爾斯親王醫院神經外科接受治療，目前情況危殆，警方新界北重案組正調查案件。晚上，有報道指該傷者腦幹死亡；最後延至11月14日晚上10時51分死亡，威爾斯親王醫院發言人指，個案會轉介死因裁判官跟進；次日，警方将案件改列謀殺案處理。

### 天水圍

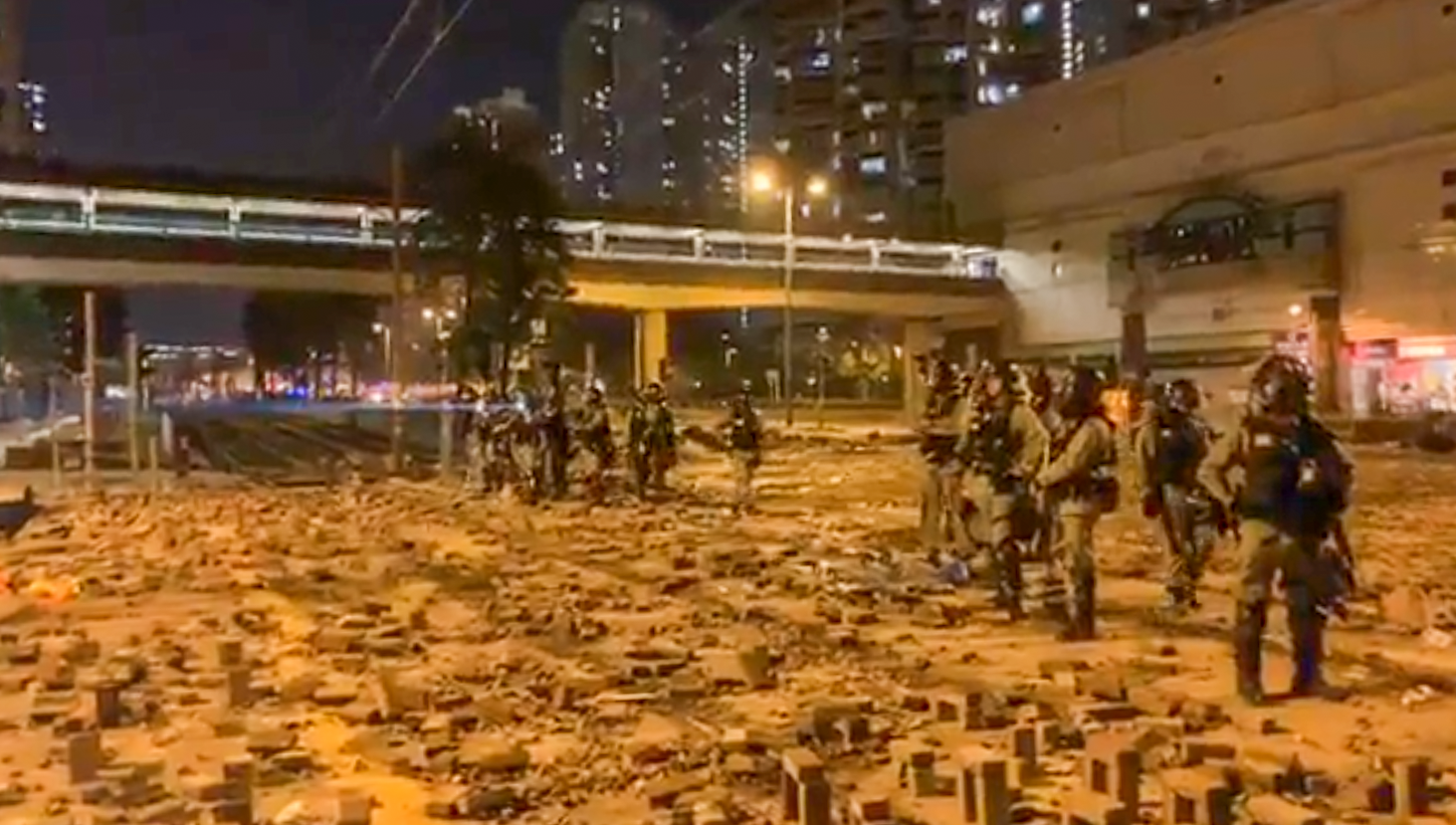
防暴警員在嘉湖新北江商場外戒備，地面輕鐵堆放了大量磗陣

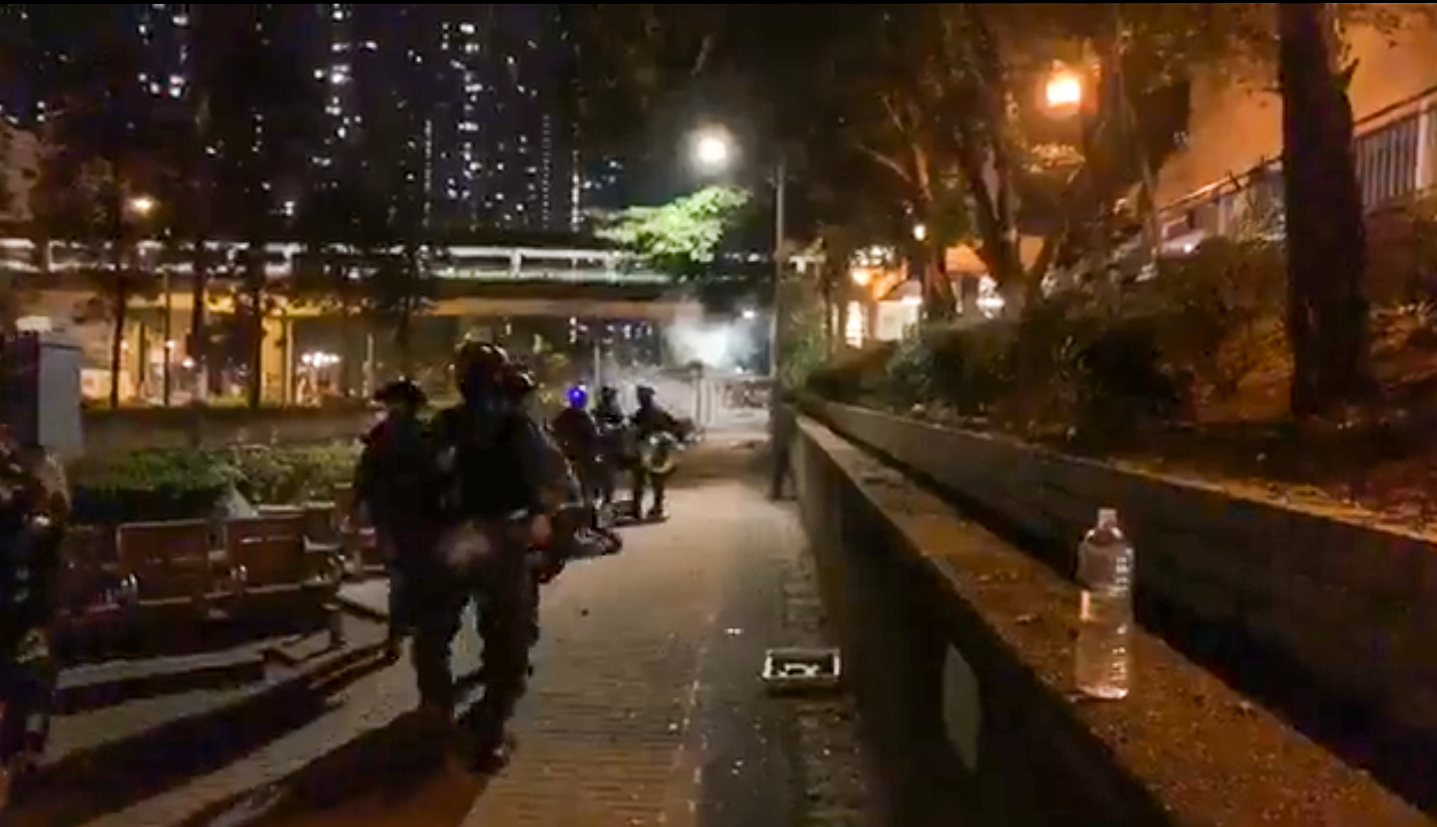
防暴警員在商場外不斷施放催淚彈，有兩名示威者被催淚彈射中頭

晚上近9時，天水圍警署有約200名示威者聚集，警員其後施放多輪催淚彈驅散，天耀路煙霧瀰漫，亦有槍聲，裝甲車亦到場協助驅散，示威者亦向警署擲汽油彈。示威者邊退邊擲汽油彈，退至天瑞邨，留下一條火路。警方推進至嘉湖新北江商場，與示威者對峙，於商場外不斷施放催淚彈，有兩名示威者被催淚彈射中頭，一人無意識。該名15歲男生顱骨骨折，義務急救員為他進行急救，送往屯門醫院深切治療部留醫，情況危殆。在傷者躺臥的地面，近頭部位置有大片血跡。
在天湖路，有示威者用磗陣、單車堵路，在輕鐵路軌上堆放雜物。示威者然後向天水圍警署方向推進，警方施放催淚彈驅散，而示威者則投擲汽油彈還擊。
凌晨0時過後，仍有示威者聚集天湖路和天耀路交界，他們向輕鐵路軌灌水泥。

### 荃灣
晚上10時許，有人發現一名身穿黑衫褲，年約20餘歲的男子倒臥在荃灣嘉里物流中心附近，地上佈滿血跡，救護員接報現場，發現他身體多處受傷，送往仁濟醫院搶救，延至晚上11時許證實不治。有消息指，據死者傷劫推測，懷疑從高處墮下。
警方表示，昨晚10時37分，警方接報荃灣嘉里物流中心對開，有人報案指一名男子倒地昏迷不醒，口部有流血，案件列作「受傷人發現」跟進。
翌日，嘉里物流中心公開閉路電視片段，顯示13日晚10時18分左右，死者獨自進入升降機往5樓，其後於5樓圍欄位置徘徊數分鐘後，懷疑身體突然向前，然後男子便再沒有出現於閉路電視攝錄下。

### 其他地區

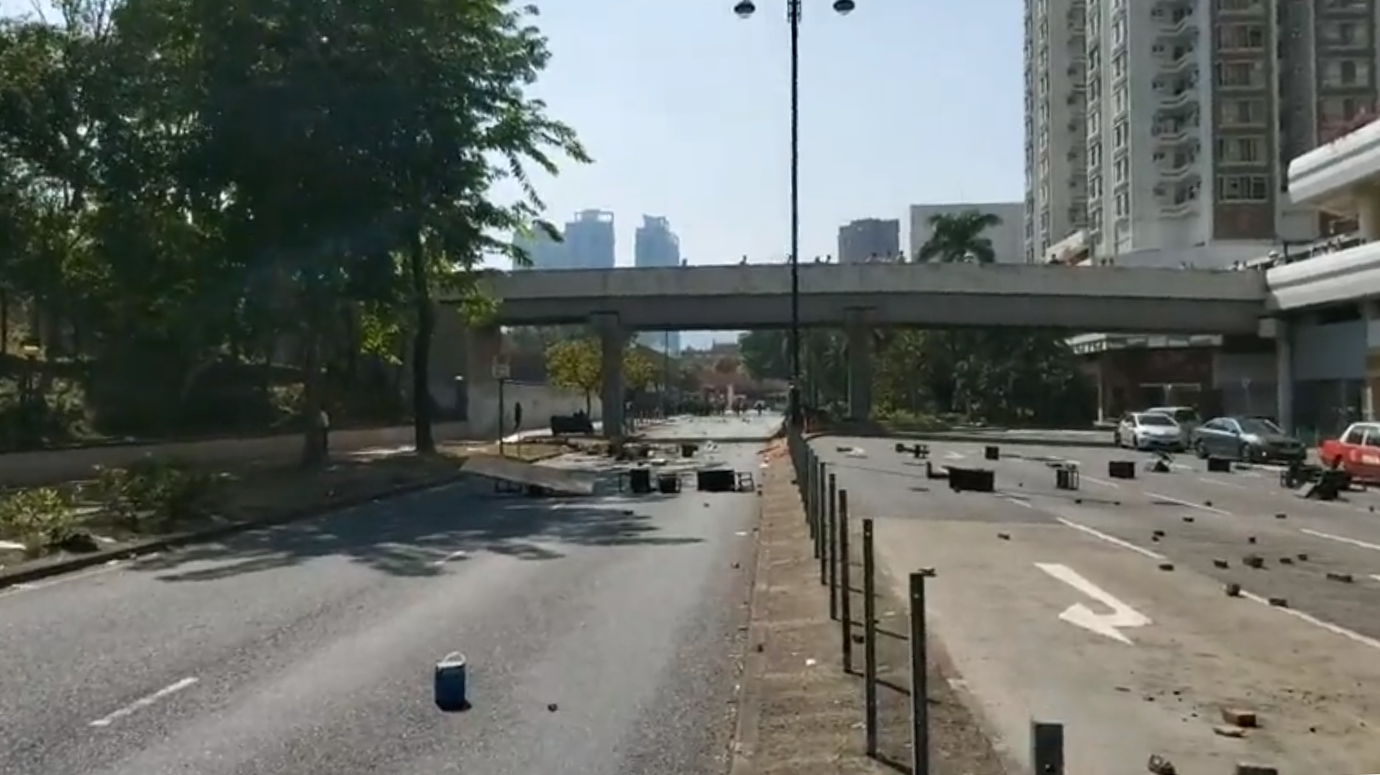
沙田源禾路的路障

早上，有示威者在馬鞍山西沙路駕駛剷泥車並封閉西沙路近欣安邨的迴旋處。
晚上，有示威者在西灣河前天發生警員開槍事件的位置用磚塊和竹枝築路障。近9時，警方到場驅散。
晚上8時許，近百人於屯門V City路口聚集並設路障。防暴警察推進至青山天主教小學對開，繼續施放多輪催淚彈，部分射向錦華花園地下草叢；示威者其後繼續於西鐵綫屯門站橋底和杯渡路一帶與警方對峙。
晚上9時許，警方在藍田啟田道匯景花園對出，發射催淚彈驅散群眾。數十名示威者在啟田道築路障，部分示威者蹲在路障後組成傘陣，與防暴警對峙近一小時。期間警員持續以大白燈照射示威者，示威者則向警員擲磚。
將軍澳唐俊街和寶邑路一帶被示威者設路障，示威者又快閃破壞港鐵站；尚德邨尚禮樓工聯會議員簡兆麟辦事處報稱起火。
九龍灣淘大花園對開一段的牛頭角道，有巴士擋風玻璃被塗污，車胎被放氣，再被移到紅綠燈前阻路，現場有6輛巴士被停放路旁。
晚上，沙田裁判法院遭縱火。

## 針對港鐵的行動
早上5時，港鐵便宣佈東鐵綫全綫暫停服務。馬鞍山綫大水坑站附近，由於有障礙物於路軌上，馬鞍山綫班次較疏。
早上約7時半，港鐵指由於西鐵綫兆康站被人投擲外物，有單車卡住列車而不能移動；元朗站亦有突發情況，因此西鐵綫錦上路站至屯門站暫停服務，只維持錦上路至紅磡的服務。到早上10時10分，港鐵再宣佈西鐵綫只維持荃灣西站至紅磡站服務，錦上路站關閉。
輕鐵也有多條路綫暫停或改道，路線班次亦較平日疏落。港鐵亦指因路況惡劣，未能提供免費接駁巴士。
早上8時，有人於觀塘綫阻礙車門運作，港鐵宣佈觀塘站至調景嶺站暫停服務，其後在9時暫停服務範圍擴展至彩虹站，到9時半再擴展至石硤尾站，到接近10時港鐵宣佈觀塘綫全綫停駛。下午1時逐漸恢復服務，但旺角站仍關閉。
早上約11時半，港鐵指荃灣綫全綫停駛。
而早上將軍澳綫亦有人阻礙車門運作，列車只行走北角站至康城站。東涌綫東涌站由於被人干擾運作，亦在早上8時50分關閉。
下午，上水站被示威者闖入縱火，一列停於月台的不載客列車（E82/E24）再次被縱火，列車車門及玻璃被打碎，地面留有玻璃瓶、燒焦的雜物。

## 學校停課
全港多所大專院校鑑於衝突情況惡化，以安全為由宣佈當天停課，包括香港中文大學、香港城市大學、香港理工大學、香港大學、香港浸會大學、香港教育大學、嶺南大學、香港公開大學、香港樹仁大學、香港恒生大學以及職業訓練局。至下午，多所大專院校更宣佈延後課堂甚至終結學期或停課。中大宣布鑑於蔓延全港的社會運動持續升溫，公共交通服務嚴重影響，校園多處地方及設施被嚴重損毁，本學年第一學期結束。其他大學也取消所有課堂及考試，改為網上學習及提供其他學習支援，其中科大和浸大取消本學期餘下課堂；港大、理大、教大、城大、嶺大、恒大和樹大取消本周課堂。
教育局在當天早上宣佈因應交通及突發事故情況，學生家長可視乎情況自行決定子女是否上學，此舉被批評是推卸責任，罔顧學生安全。對此，局長楊潤雄解釋基於不同地區交通受不同程度影響，與颱風襲港時令社會受大規模影響的情況不同。但到中午，教育局宣佈全港學校幼稚園、小學、中學及特殊學校於11月14日停課。

## 後續及各界迴響

### 警方拘捕及驅散行動
警方公佈，11月13日共拘捕了224人，包括152男72女，年齡介乎14至69歲，涉嫌非法集結、縱火、襲警、公眾地方行為不檢等。警方共發射了578發催淚彈、471發橡膠彈、71發布袋彈及22發海綿彈。行動中共2名警員受傷。

### 影響及市面破壞
運輸及房屋局局長陳帆指出，全港約650條專營巴士線只有100條在早上提供有限度服務；超過240組受破壞的交通燈仍有待搶修，當中油尖旺、沙田、元朗及大埔特別嚴重；港鐵服務下午陸續恢復正常，但仍因破壞需提早關閉。
城大宣佈，由於原本預留舉行學院畢業典禮的劉鳴煒學術樓晚上疑被縱火破壞，已無法在校園舉辦各學院的畢業典禮，故此原訂舉行的全校畢業典禮（11月23日）及學院畢業典禮（11月16日至12月8日）取消，並對此表示「極度遺憾」。
又一城在過去兩天關閉時都被示威者闖入，破壞玻璃和廣場中庭聖誕樹，又一城於Facebook專頁表示需要暫時關閉維修，直至另行通知，又對商場遭受嚴重破壞深表遺憾，並指星期日（10日）警員搜捕事件當中「絕對沒有死亡個案」，警員亦是在沒有預先通知下「自行闖入」商場，當時保安曾堅持拒絕。
此外，原訂在11月21日開始的居屋2019揀樓程序，亦因交通受阻等因素而順延開展，而售樓說明書、重售單位簡介及價單亦會押後刊發。但是，房委會並無第一時間公佈此事，直至有申請者在翌日致電查詢後才獲知此消息。及後，房委會亦一直未有明確公佈延期安排，直至12月2日才低調上載售樓資料，意即揀樓日期最終延至12月9日才開始。

### 譴責示威者
港鐵發聲明譴責示威者對鐵路網絡及設施連日來的惡意攻擊，指在車站投擲汽油彈及縱火等行為嚴重威脅乘客及員工的安全，而向路軌投擲外物更有機會令列車出軌，造成重大傷亡。行為罔顧乘客、港鐵員工及鐵路營運安全，亦阻礙大量乘客的行程。
香港大律師公會譴責有人破壞沙田法院行為，聲明稱攻擊法院的象徵性尤其嚴重，批評此舉等同直接衝擊香港的獨立司法權，是對法治作出最嚴厲的侮蔑及挑戰。
對於政府宣佈14日全港停課，央視評論稱「事出有因，帳必須算在暴徒頭上」，並稱「暴徒對教育犯罪，就是對學生犯罪，就是對香港的明天犯罪」。

### 譴責政府及警方
《金融時報》於11月13日以「編輯部」名義撰寫文章，认为香港政府已失去合法性，批評香港和中央政府錯判形勢，導致香港出現法治問題。文章認為，抗爭唯一的出路，可能是北京就普選特首提出框架，以可見的方式妥協。

### 法庭提堂
- 1名35歲男司機在中環交易廣場被指試圖阻止防暴警察將一對已經被制服的男女帶走，以及撞向警員；被控襲警及參與非法集結等3罪；被告否認控罪，經審訊後裁定全部罪成。雖然辯方求情時表示，當時現場為和平集會，到防暴警員到場才有人擲雜物而引發衝突，事件中亦沒有人受傷，只有被告傷勢嚴重。不過東區裁判法院裁判官張志偉指當時的集結對公眾造成極大威脅，而被告連同其他人包圍警察，透過人多勢眾脅迫警方放人，會演變為搶犯。裁判官亦認為是他主動攻擊警察犯案而引致嚴重受傷，不屬減刑因素，最終就3罪共判處7個月監禁。[21]
- 2名男學生在中環畢打街一帶，連同其他身份不詳的人參與非法集結，後走到康樂廣場與民耀街交界，在馬路上用膠袋等物品拉起防線。各被控1項非法集結罪，2022年5月20日於區域法院承認控罪，區院暫委法官黃士翔聽取求情後，將案押後至6月6日判刑，期間會為2人索取勞教中心及教導所報告，期間2人須還押候判，另外他們每人要向特區政府賠償1.38萬港元維修費。[51]而同案另有4名被告早前已經認罪並已判刑。23歲被告承認暴動罪，被判囚3年4個月；3名年齡19至34歲的被告先後承認非法集結罪，分別被判囚9個月、判入勞教中心或教導所。而19歲男學生被控非法集結及違《禁蒙面法》罪成，還押至10月13日判刑，最後判入勞教中心。[52]而20歲學生因衣服和背囊未達毫無合理疑點標準，而警員也未能說出周被截停前位置及為何被截停，裁定他罪脫。[53]

- 1名19歲城大男生，報稱店務助理，於2019年11月13日在青衣擔杆山交匯處管有6條六角匙；他另涉與10名黑衣示威者以雪糕筒、磚頭、竹枝及其他物品堵塞擔杆山路，對該處車輛造成阻礙。被控在公眾地方造成阻礙罪，以及管有攻擊性武器或適合作非法用途的工具罪。被告否認控罪，經審訊後裁定全部罪成。2020年10月6日於西九龍裁判法院由裁判官彭亮廷判刑。

辯方求情指，在索取更生中心、勞教中心及教導所報告後，被告在體能上不適合判入勞教中心，而更生中心及教導所則適合。辯方稱被告一家七口同住，家人今日到庭給予支持，而被告今年重考文憑試並成功入讀大學。辯方呈上被告中學班主任、胞姊等的求情信，均提到被告為人善良，且努力重考文憑試入大學追夢。辯方又提到雖然案發地點在公眾地方，但被告並沒有使用六角匙，而且六角匙對公眾造成的威脅在同類案件中較輕微，當時亦沒有人使用暴力，因此望法庭考慮更生中心。
彭亮廷一度與控辯雙方商討量刑考慮，由於《簡易程序治罪條例》下的管有攻擊性武器或適合作非法用途的工具罪，最高刑罰為罰款5,000元及監禁3個月；但若法庭就公眾地方造成阻礙罪判被告入更生中心，羈留時期至少超過3個月，彭官憂慮未能達至整體性及相稱性原則。控方提出法庭可考慮就第二項控罪分開判被告短期監禁，惟彭官認為被告只有19歲，其年紀不適合監禁。
彭亮廷最後判被告入更生中心，並指符合相稱性原則，因就第二項控罪，法例沒有禁止判懲教院舍。他引用上訴庭案例指判刑時需平衡保護公眾安全、公開譴責及以收阻嚇等因素，他指被告以六角匙作攻擊性武器，在保護公眾安全的前提下，拘留式刑罰是唯一選擇，以阻嚇被告重犯及防止他人模仿。
辯方指被告會就定罪作出上訴，並申請上訴期間保釋，惟彭官不同意辯方指裁決只基於環境證供，並指警員的證供可靠，因此以被告沒有合理勝算為由拒絕批出保釋。
- 8名男女於2019年11月13日於在中環一帶集結，他們搬雜物堵路，包括雪糕筒、竹枝、手推車等，又叫「五大訴求 缺一不可」等口號，期間警員曾舉槍指向示威人群。另外，有人在港鐵中環站縱火及塗鴉，亦有人破壞交通燈，亦有人撒溪錢。另外在畢打街、德輔道中、遮打道干諾道中、雪廠街及皇后大道中一帶參與非法集結。被控非法集結、刑事毀壞及管有物品意圖損壞財產共4項罪名，2022年10月10日在區域法院開審，其中2名男子認罪，區域法院法官林偉權將2人的求情暫定押後至2023年1月21日，期間還押。

而餘下不認罪的4男2女被告，就繼續開審。當中5人早前被裁定罪成。到2023年1月21日判刑當日，辯方求情時提到，2019至今的社會氣氛已大有改善，又指本案被告相對年輕，希望法庭懲治時考慮更生。但區域法院法官質疑，若根據此邏輯，社會氣氛轉好便予以輕判，會對一些及早認罪的被告不公。又認為雖然各被告的個別行為看來不算嚴重，但要考慮整體情況。雖然本案沒有造成人命傷忙，但有公共設施被破壞，中環核心地區交通癱瘓，商店關門，令守法的市民感不便。事件經廣泛報道後，會令外界對香港產生壞印象，認為法治崩壞。而且本案被告並非僅「行行企企」，象徵性地參與集結，而是有實質擾亂秩序的行為。最後判判處7人監禁9個月至18個月。案中只有案發時19歲學生無罪。另外，首被告的22歲學生因非法集結案後干犯一宗販毒及藏毒案，他同樣認罪，法官就該案判被告監禁45個月，在考慮整體量刑原則後，決定非法集結及毒品兩案的總刑期為51個月（4年3個月）。案中一名34歲女設計師被指在中環在戲院里管有3把扳手，被裁定管有物品意圖損壞財產罪成，判監9個月。她不服定罪提上訴，案件於2023年9月21日在高等法院處理。申請方認為，申請人並非必然知道現場有人進行非法行為，又指原審錯誤拒絕接納扳手作工作之用。律政司一方則指，考慮當時申請人管有的物品、現場情況等因素，能夠達致原審推論。上訴庭法官彭寶琴聽畢雙方陳詞，即日拒絕批出許可。法官指，根據案發整體環境，原審絕對有權裁定申請人管有扳手的目的，是為了非法用途。儘管申請方指，原審沒明確拒納申請人就攜帶有關物品的辯解，「但遺憾地，這說法顯然與原審法官的事實裁斷不符」。